# Manes
Manes (starogrško starogrško Μανες, Manes) je legendarna oseba iz 2. tisočletja pr. n. št. Po Herodotu je bil eden od prvih kraljev Lidije, ki se je takrat imenovala Meonija. Bil je oče kralja Atisa in stari oče kralja Lida, po katerem so Lidijci dobili ime.
Herodot v četrti knjigi Zgodb piše, da je imel Manes tudi sina Kotisa in preko njega vnuka Azija, po katerem naj bi ime dobil azijski kontinent. 
Rodoslovje lidijskih kraljev se je ohranilo tudi v delih Dionizija iz Halikarnasa, ki Oceanovo hčerko Kalirojo in Manesa omenja kot mater in očeta vodne nimfe Kotis.

## Sklica
1. ↑  Herodotus & de Sélincourt 1954, str. 43, 80.
2. ↑   Dionysius of Halicarnassus. Roman Antiquities Book 1.27.1. Angleški prevod Earnest Cary in Edward Spelman. Loeb Classical Library edition. 1937.

## Vir
- Herodotus (1975) [1954]. Burn, A. R.; de Sélincourt, Aubrey, ur. The Histories. London: Penguin Books. ISBN 0-14-051260-8.

| Manes            |                                        |                 |
| Vladarski nazivi |                                        |                 |
| Predhodnik: ?    | Kralj Meonije 2. tisočletje pr. n. št. | Naslednik: Atis |